# Йонні Бредаль
Йонні Бредаль Йогансен (дан. Johnny Bredahl Johansen; 27 серпня 1968) — данський професійний боксер, чемпіон світу за версією WBO (1992—1994) в другій найлегшій вазі і за версіями IBO (1996—1998) та WBA (2002—2004) в легшій вазі, чемпіон Європи за версією EBU (1992, 1996—1998, 1999) в легшій вазі.

## Аматорська кар'єра
На чемпіонаті Європи 1987 здобув дві перемоги, а у півфіналі програв Яношу Вараді (Угорщина), завоювавши бронзову медаль.
На Олімпійських іграх 1988 програв в першому бою Хамеду Халбоні (Сирія).

## Професіональна кар'єра
Дебютував на профірингу 1988 року. Впродовж 1988—1991 років провів 13 переможних боїв.
14 березня 1992 року завоював вакантний титул чемпіона Європи за версією EBU в легшій вазі. 4 вересня 1992 року вийшов на бій проти чемпіона світу за версією WBO у другій найлегшій вазі Хосе Квіріно (Мексика) й переміг одностайним рішенням суддів. Провівши три вдалих захисти, звільнив титул. Маючи рекорд 26-0, 2 грудня 1995 року вийшов на бій проти чемпіона світу за версією WBC в легшій вазі Вейна Маккалоу (Велика Британія) і зазнав першої поразки технічним нокаутом.
В наступному поєдинку 16 лютого 1996 року завоював інагураційний титул чемпіона світу за версією IBO в легшій вазі. Після цього провів 10 переможних боїв, в яких 7 разів захистив титул IBO, одночасно з тим завоював і чотири рази захистив вакантний титул чемпіона Європи EBU в легшій вазі.
Звільнивши титули IBO та EBU, 5 червня 1998 року завоював титул чемпіона світу за малозначимою версією WBU в легшій вазі.
Продовжуючи здобувати перемоги, 4 травня 1999 року завоював вакантний титул чемпіона світу за малозначимою версією IBC та втретє титул чемпіона Європи EBU в легшій вазі.
4 березня 2000 року, маючи рекорд 45-1, вийшов на бій проти чемпіона світу за версією WBA в легшій вазі американця Полі Аяла і зазнав другої в кар'єрі поразки рішенням більшості суддів.
Впродовж 2000—2001 років провів шість переможних боїв, зокрема завоював титул WBA Inter-Continental в легшій вазі і двіч захистив титули WBA Inter-Continental та чемпіона IBC в легшій вазі, який не втратив незважаючи на поразку від Полі Аяла.
19 квітня 2002 року вийшов на бій проти чемпіона світу за версією WBA в легшій вазі венесуельця Ейді Моя і здобув перемогу, нокаутувавши суперника в дев'ятому раунді. Провівши три захисти звання чемпіона проти Лео Гамеса (Венесуела), Давида Геро (Франція) та Нака Нобуакі (Японія), відмовився від титулу через завершення кар'єри, але повернувся в ринг 2006 року, здобувши ще одну останню перемогу.